# Polistes adelphus
Polistes adelphus är en getingart som beskrevs av Richards 1978. Polistes adelphus ingår i släktet pappersgetingar, och familjen getingar. Inga underarter finns listade i Catalogue of Life.